# František Skopalík
František Skopalík (18. června 1822 Záhlinice – 2. března 1891 Holešov) byl moravský vlastivědný pracovník, písmák, tři desetiletí starosta Záhlinic a politik, v 2. polovině 19. století poslanec Moravského zemského sněmu a Říšské rady.

## Biografie
Narodil se v Záhlinicích č. 26, na tehdejším napajedelském panství, jako syn podsedníka Josefa Skopalíka a jeho manželky Kateřiny, roz. Kojetské. Po absolvování záhlinické triviální školy mu bylo, ač nadanému žákovi, z důvodu jeho zapojení v práci na statku odepřeno další studium. Vzdělával se však sám četbou nejprve náboženské, později hospodářské a dějepisné literatury. Kromě dobrých znalostí němčiny ovládal též základy ruštiny a latiny. Zejména latinu pak využíval při svém dějepisném bádání.
V roce 1851 se oženil s vdovou Johanou Staňkovou, čímž se stal majitelem čtvrtlánového hospodářství. Jistá nezávislost, kterou tímto sňatkem získal, mu umožnila další vlastní studium, odbornou práci a zapojení se do veřejného života.
Skopalík aktivně vyhledával v odborném tisku informace o moderních způsobech hospodaření. Na základě svých zkušeností s tehdejší zaostalou zemědělskou výrobou, ještě pozůstatkem z dob feudalismu, se aktivně snažil o prosazování moderních trendů v zemědělství. Trápila jej zejména otázka rozdrobenosti polí, sám vlastnil celkem 32 jednotlivých kusů půdy. Při svém studiu se seznámil se zkušenostmi z Německa při scelování pozemků, přičemž se o totéž pokusil v Záhlinicích. Započal přesvědčovací akci, která se týkala všech rolníků v Záhlinicích, nutný byl i souhlas majitele místního panského dvora a okresního hejtmanství. Všechny zúčastněné strany nakonec souhlasily na valném zasedání 27. října 1857 záhliničtí rolníci dobrovolně svými podpisy stvrdili přijetí nových polností. Tímto došlo k historicky prvnímu scelení půdy na Moravě.
Z důvodu potřeby rozvoje venkovského odborného školství se Skopalík zapojil do vzniku hospodářské jednoty záhlinicko-kvasické, jež se stala pobočkou Moravské hospodářské společnosti v Brně. Zaměřovala se na vzdělávání především rolníků a jejím největším úspěchem bylo založení hospodářské školy v Přerově v roce 1865. Později následovalo založení téže rolnické školy v Kroměříži a jako první škola tohoto typu v Rakousku-Uhersku vznikla rovněž v Kroměříži Hospodyňská škola, která se zaměřovala na vzdělávání rolnických dívek. Záhlinicko-kvasická jednota, v níž se stal Skopalík tajemníkem, propagovala pokroky dosažené v zemědělství na různých kulturních akcích, např. na jí připravených dvou hospodářských výstavách v Kroměříži. Mimo vzdělání a propagaci se členové spolku zasloužili i o rozvoj průmyslu. K jeho největším úspěchům patřilo vybudování akciového rolnického cukrovaru.
V roce 1861 společně se svým zvolením za záhlinického starostu se stal Skopalík zároveň poslancem Moravského zemského sněmu za venkovské obce okresu Holešov, Bystřice pod Hostýnem a Napajedla. V roce 1871 se následně stal poslancem Říšské rady. Zde se nejvíce klonil ke konzervativní politice reprezentované Staročeskou stranou, přičemž nejvíce jej zajímaly otázky národohospodářské a národní. Jako staročech také odmítl později se ustanovující selskou politickou organizaci. Své projevy na půdě Říšské rady pronášel výhradně v češtině, často oblečen do moravského kroje.
Poslanecký slib na zemském sněmu skládal v únoru 1867 v češtině. Po volbách v roce 1879 se na Říšské radě připojil k Českému klubu (jednotné parlamentní zastoupení, do kterého se sdružili staročeši, mladočeši, česká konzervativní šlechta a moravští národní poslanci). Jako člen parlamentního Českého klubu se uvádí i po volbách v roce 1885.
Jako vlastenec odmítal moravské separatistické snahy a klonil se k zachování celistvostí všech historických zemí Koruny české. Aktivně se účastnil táborů lidu a mnohých vlasteneckých akcí a sjezdů, na kterých často pronášel vlastenecké projevy zaměřené na postavení českého národa v Rakousko-uherské monarchii. Vrcholem těchto akcí byla Skopalíkova účast na slavnostním položení základního kamene pro budované Národní divadlo. Ze Záhlinic byl pro tuto akci vybrán balvan z místní skály, do nějž byl vyryt nápis: Záhlinice na Moravě, Vlasti, tobě ku slávě!, a dovezen společně s hanáckým banderiem do Prahy.
Mimo politické a vlastenecké činnosti se zabýval i věcmi náboženskými. Jeho zásluhou byl rozšířen záhlinický kostel Nanebevzetí Panny Marie a při něm zřízena vlastní duchovní správa. Rovněž se účastnil poutí, nejčastěji na Hostýn a Velehrad, dvakrát putoval i do slovenského Šaštína. Některé z těchto poutí měly národně manifestační charakter. Za svou bohatou činnost na poli církevním získal Skopalík v roce 1870 z rukou papeže Pia IX. rytířský Řád svatého Silvestra. V roce 1881 byl společně s dalšími poutníky z Čech a Moravy přijat na audienci u papeže Lva XIII.

## Spisovatelská činnost
Zásadním Skopalíkovým přínosem jsou jeho zápisky a publikace z činností, kterých se účastnil. Z jeho pozůstalosti byly zachovány práce hospodářské, historické, sociální, cestopisné, náboženské a mnoho jiných. Od roku 1851 si vedl hospodářské knihy a včelařské zápisníky. Jeho národohospodářská činnost se odráží také ve Zprávách o činnosti Hospodářské jednoty záhlinicko-kvasické. Ve studiu dějin upíral Skopalík svůj zájem nejprve k církevním dějinám, později k dějinám vlastní obce a vlastivědné práci. Shromážděné informace byly obsaženy v rukopise Pamětní kniha obce záhlenské. Později došlo k vydání Památek obce Kurovic (Brno 1882)) a následně Památek obce Záhlinic (Brno 1884 a 1885). Stal se rovněž dopisovatelem zemského archivu, přičemž se při této činnosti seznámil s významnými moravskými historiky jako byli Vincenc Brandl, Beda Dudík, Christian d'Elvert nebo František Palacký. Pro Moravský zemský archiv je důležitá Skopalíkem před zničením zachráněná a uspořádaná sbírka písemností z archivu bývalého napajedelského panství. Dnes přístupná jako fond s názvem Skopalíkův napajedelský archiv. Nemenší hodnotu mají publikace etnologické, zejména topografická část Památek obce Záhlinic. Popisuje lidový život v Záhlinicích ve všech možných aspektech. Zobrazena je jak hmotná, tak duchovní kultura. Celkový popis venkovského života je podpořen i historickými údaji z 16. až 18. století. Tato monografie je dodnes považována za základní příručku pro poznání lidové kultury na Kroměřížsku.